# Francesco Patanè (attore)
Francesco Patanè (Genova, 1º giugno 1996) è un attore italiano.

## Biografia
Di lontane origini siciliane, precisamente di Aci Trezza, nasce a Genova nel 1996 e inizia a recitare in teatro sin dall'età di sette anni, come membro della compagnia per ragazzi "La Quinta Praticabile", dove rimane fino al 2014. Dopodiché, nel 2015 consegue il diploma di liceo classico e nel 2017 si diploma alla scuola di recitazione del Teatro Stabile di Genova.
Nel 2020 esordisce al cinema come co-protagonista nel film Il cattivo poeta di Gianluca Jodice, interpretando il gerarca fascista Giovanni Comini e ottenendo per la sua interpretazione una candidatura ai Nastri d'argento.
Nel 2022 è protagonista insieme a Elodie di Ti mangio il cuore, diretto da Pippo Mezzapesa e liberamente tratto dall’omonimo romanzo d’inchiesta di Carlo Bonini e Giuliano Foschini: il film è stato poi candidato nella sezione Orizzonti del Festival di Venezia.
Nel 2023 fa invece la sua comparsa nelle serie Imma Tataranni e La legge di Lidia Poët e figura tra i “Talenti di Genova” dell’evento GenovaJeans, patrocinato dal comune di Genova; contribuisce inoltre, insieme a Maurizio Lastrico, al cortometraggio Lettera a Faber, dedicato alla memoria di Fabrizio De André, in cui recita un testo scritto dal poeta e regista genovese Christian Olcese. È inoltre presente al Festival del Cinema di Spello, presenza rinnovata anche l'anno successivo: proprio nell'ambito di questa partecipazione, il 16 gennaio 2024 è ospite a Palazzo Madama in qualità di testimonial del progetto delle Nazioni Unite Agenda 2030 (ruolo condiviso con Ester Pantano). Sempre nel 2024 è nuovamente voce narrante in un documentario di Christian Olcese, intitolato Elia: un racconto di mare e per il mare, volto a valorizzare la pesca etica e sostenibile e patrocinato da vari enti tra cui il Comune di Genova, il Galata - Museo del mare e Coldiretti.

## Filmografia

### Cinema
- Il cattivo poeta, regia di Gianluca Jodice (2020)
- Ti mangio il cuore, regia di Pippo Mezzapesa (2022)

### Televisione
- Aldo Moro - Il professore, regia di Francesco Miccichè – film TV (2018)
- Un passo dal cielo – serie TV, episodio 6x7 (2020)
- Monterossi – miniserie TV, puntata 1x2 (2022)
- Imma Tataranni - Sostituto procuratore – serie TV, episodio 3x02 (2023)
- La legge di Lidia Poët – serie TV, episodio 1x01 (2023)

## Riconoscimenti
- Nastri d'argento
  - 2021 – Candidatura al Migliore attore non protagonista per Il cattivo poeta[18]
- Magna Graecia Film Festival
  - 2021 – Miglior attore per Il cattivo poeta[19]